# 玛丽卡·莱赫蒂迈基
玛丽卡·莱赫蒂迈基（芬蘭語：Marika Lehtimäki，1975年2月7日—），芬兰女子冰球运动员。她曾代表芬兰参加1998年冬季奥林匹克运动会冰球比赛，获得一枚铜牌。她也曾获得三枚世界女子冰球锦标赛铜牌。